# Cavus
Cavus (pluriel cavi) est un mot d'origine latine qui signifie creux, dépression, cuvette ou bien encore concave. Il désigne des dépressions irrégulières à fortes pentes dont l'origine est différente d'un cratère d'impact. Ces formations sont souvent rassemblées en groupes, mais on peut en trouver également de manière isolée.